# Mokgacha
Mokgacha is een dorp in het district North-West in Botswana. De plaats telt 354 inwoners (2011).